# Yoan Severin
Yoan Severin (Villeurbanne, 29 gennaio 1997) è un calciatore francese, difensore del Servette.

## Caratteristiche tecniche
È un difensore centrale.

## Carriera

### Club
Cresciuto nelle giovanili della Juventus, nel mercato invernale del 2017 viene ceduto gratuitamente allo Zulte Waregem. Durante il mese di luglio 2018 firma per tre stagioni con il Servette. Fa il suo esordio contro l'Aarau in occasione della prima giornata di campionato al Brügglifeld e il 21 ottobre, sempre in occasione di una partita di campionato contro la squadra argoviese, firma la sua prima rete per la squadra ginevrina.

### Nazionale
Viene inserito tra i 23 giocatori selezionati dal CT Ludovic Batelli in occasione dei Mondiali di categoria in Corea del Sud. Nel corso del torneo disputa un'unica partita, scendendo in campo nella vittoria per 2-0 contro i pari età della Nuova Zelanda il 28 maggio 2017.

## Statistiche

### Presenze e reti nei club
Statistiche aggiornate al 3 giugno 2017.
| Stagione             | Squadra              | Campionato           | Campionato | Campionato | Coppe nazionali | Coppe nazionali | Coppe nazionali | Coppe continentali | Coppe continentali | Coppe continentali | Altre coppe | Altre coppe | Altre coppe | Totale | Totale |
| Stagione             | Squadra              | Comp                 | Pres       | Reti       | Comp            | Pres            | Reti            | Comp               | Pres               | Reti               | Comp        | Pres        | Reti        | Pres   | Reti   |
| -------------------- | -------------------- | -------------------- | ---------- | ---------- | --------------- | --------------- | --------------- | ------------------ | ------------------ | ------------------ | ----------- | ----------- | ----------- | ------ | ------ |
| gen.-giu. 2017       | Zulte Waregem        | D1                   | 4          | 0          | CB              | 1               | 0               |                    | -                  | -                  |             | -           | -           | 5      | 0      |
| 2017-2018            | Zulte Waregem        | D1                   | 0          | 0          | CB              | -               | -               | UEL                | -                  | -                  | SB          | 0           | 0           | 0      | 0      |
| Totale Zulte Waregem | Totale Zulte Waregem | Totale Zulte Waregem | 4          | 0          |                 | 1               | 0               |                    | -                  | -                  |             | 0           | 0           | 5      | 0      |
| Totale carriera      | Totale carriera      | Totale carriera      | 4          | 0          |                 | 1               | 0               |                    | -                  | -                  |             | -           | -           | 5      | 0      |

## Palmarès

### Club

#### Competizioni nazionali
- Challenge League: 1

Servette: 2018-2019
- Coppa Svizzera: 1

Servette: 2023-2024

#### Competizioni giovanili
- Torneo di Viareggio: 1

Juventus: 2016